# جیمی جونز (بازیکن فوتبال، زاده ۱۹۰۱)

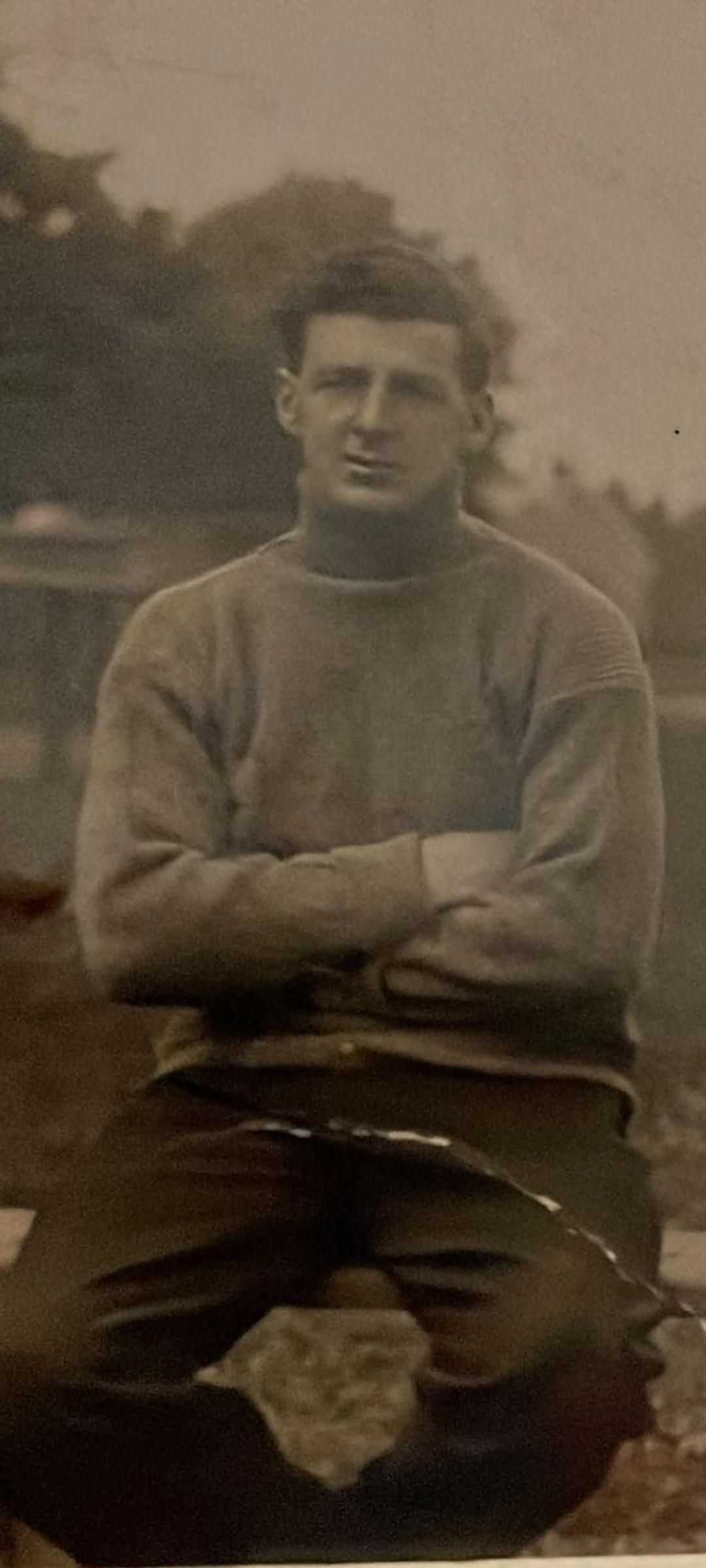
جیمی جونز در سنین جوانی

جیمی جونز (انگلیسی: Jimmy Jones؛ زادهٔ ۱۹۰۱-درگذشته نامعلوم) بازیکن فوتبال اهل ولز بود.
از باشگاه‌هایی که در آن بازی کرده‌بود می‌توان به باشگاه فوتبال رکسهام اشاره کرد.
وی همچنین در تیم ملی فوتبال ولز بازی کرده‌بود.